# Oberbillig
Oberbillig település Németországban, Rajna-vidék-Pfalz tartományban. Lakosainak száma 985 fő (2023. december 31.).

## Népesség
A település népességének változása:
| Lakosok száma | 747  | 967  | 979  | 972  | 981  | 985  |
|               | 1975 | 2017 | 2019 | 2021 | 2022 | 2023 |